# Bailly-en-Campagne
Bailly-en-Campagne is een gehucht in de Franse gemeente Fresnoy-Folny in het departement Seine-Maritime in Normandië. Het ligt in het zuiden van de gemeente, een kilometer ten zuiden van het dorpscentrum van Fresnoy-Folny.

## Geschiedenis
Op de 18de-eeuwse Cassinikaart is hier het dorp Bailly en Campagne aangeduid. Bailly-en-Campagne was een parochie met eigen kerk, de Église Saint-Servais.
Op het eind van het ancien régime op het eind van de 18de eeuw, toen de gemeenten werden gecreëerd, werd Bailly-en-Campagne een gemeente.
De kerk van Bailly-en-Campage werd gesloopt in 1822.
In 1824 werd de gemeente opgeheven en bij Fresnoy-Folny gevoegd.
Bailly-en-Campagne · Folny · Fresnoy-Folny · La Londe · Touffécal